# Tal Brody
Tal Brody (Hebreeuws: טל ברודי) (Trenton, 30 augustus 1943) is een Amerikaans-Israëlisch voormalig basketbalspeler en verzekeringsagent. 

## Carrière
Brody speelde collegebasketbal voor de Illinois Fighting Illini van 1962 tot 1965. In 1965 werd hij gekozen als 12e in de NBA draft door de Baltimore Bullets. Zijn draftrechten werden in augustus 1966 geruild naar de Atlanta Hawks in ruil voor Larry Jones en een draftpick.
De 1,87 m lange speler kwam meestal uit voor Maccabi Tel Aviv BC. In Israël heeft hij een status van nationale held verkregen, en niet uitsluitend in basketbal. Zijn beroemde uitspraak "we zijn op de kaart (en we blijven op de kaart)", na een historische overwinning van Maccabi Tel Aviv over PBC CSKA Moskou is een gedeelte van de Israëlische cultuur en wordt gebruikt in vele situaties en contexten, van politieke speeches tot reclamespotjes van de staatsloterij.
Brody is de eerste Israëlische sporter die de nationale Israëlprijs ontving.

## Erelijst
- Israëlisch landskampioen: 1967, 1968, 1971, 1972, 1973, 1974, 1975, 1976, 1977, 1978, 1979, 1980
- Israëlisch bekerwinnaar: 1971, 1972, 1973, 1975, 1977, 1978, 1979, 1980
- European Champions Cup: 1977
- FIBA All-Star Games: 1978
- Maccabiade: 1965, 1969
- Aziatische Spelen: 1974
- International Jewish Sports Hall of Fame: 1996
- National Jewish Sports Hall of Fame (US): 2011
- Nummer 12 teruggetrokken door de Illinois Fighting Illini